# Пьотър Лавров (народник)
 Тази статия е за философа.  За слависта вижте Пьотър Лавров (славист).  
Пьотър Лаврович Лавров (14 юни, 1823 - 6 февруари, 1900) - руски социолог, философ, публицист. Идеолог на революционното народничество. Привърженик на субективно-идеалестическия метод в социологията.

## Биография
По произход Пьотър Лавров е дворянин. Получил образование в артилерийското училище в Санкт Петербург. През 1860 г. участва активно в литературни и обществени дейности и в студентското движение. Става близък приятел с Николай Чернишевски. Член е на организацията „Земля и воля“ от 1862 г., а след това и на партията „Народна воля“. След покушение на Дмитрий Каракозов бил арестуван и изпратен в изгнание. Там той пише най-известното си произведение „Исторически писма“ (1868-69). През 1870 г. с помощта на Герман Лопатин той избягва в Париж. Участва в Парижката комуна 1871 г. След това отива в Лондон, където се запознава с Карл Маркс и Фридрих Енгелс. От 1873 до 1877 г. е редактор на списание „Напред“.
Умира на 6 февруари, 1900 г. в Париж, където е и погребан.